# Chirchiq (stad)
Chirchiq (Oezbeeks: Чирчиқ Russisch: Чирчик) is een stad in het oosten van Oezbekistan en gelegen aan de gelijknamige rivier, 32 km ten noordoosten van de hoofdstad Tasjkent. 
De stad ontstond in 1935 door de samenvoeging van enkele kleine dorpen. Tijdens de Sovjet-Unie stond de stad bekend onder de Russische spelling als Tsjirtsjik. Na de Oezbeekse onafhankelijkheid werd de Oezbeekse spelling aangenomen. 

## Geboren in Chirchiq
- Pavel Bugalo (1974), voetballer